# Andrea Stramaccioni
Andrea Stramaccioni (Roma, 9 de janeiro de 1976) é um treinador e ex-futebolista italiano que atuava como zagueiro. Atualmente, está no comando do Sparta Praha.

## Carreira
Ex-jogador do Bologna, encerrou sua carreira por uma contusão.
Após a demissão de Claudio Ranieri, assumiu interinamente e depois sendo promovido para comandar o time principal da Internazionale. Depois de 14 meses no comando, em 24 de maio de 2013, Stramaccioni foi demitido do Inter.
Em 4 de junho de 2014 assumiu o comando da Udinese.

## Títulos

### Jogador
Bologna
- Campeonato Italiano - Serie C: 1994-1995